# Bing Russell
Bing Russell, nato Neil Oliver Russell (Brattleboro, 5 maggio 1926 – Thousand Oaks, 8 aprile 2003), è stato un attore e giocatore di baseball statunitense.

## Biografia
Figlio di Ruth Vogel e Warren Russell, nato nella contea di Windham, nello Stato del Vermont, studiò teatro al Brattleboro Middletown High School e sposò Louise Julia Crone, dalla quale ebbe 4 figli, tra cui l'attore Kurt Russell; è quindi nonno dell'attore Wyatt Russell.
Partecipò a numerose serie televisive di successo come La casa nella prateria, Mannix, Emergency!, Le strade di San Francisco, Bonanza, Gunsmoke, Il virginiano, Ironside, La grande vallata, Il fuggiasco, Ai confini della realtà.
Attivo sul grande schermo dalla seconda metà degli anni cinquanta, apparve in numerosi western, spesso in ruoli non accreditati, come Un dollaro d'onore (1959), Soldati a cavallo (1959) e I magnifici sette (1960). Recitò inoltre in numerosi film interpretati dal figlio Kurt, da Il computer con le scarpe da tennis (1969) a Tango & Cash (1989).
Morì di cancro nel 2003, all'età di 76 anni.

## Filmografia parziale

### Cinema
- Drango, regia di Hall Bartlett, Jules Bricken (1957)
- L'agguato delle cinque spie (Ride a Violent Mile), regia di Charles Marquis Warren (1957)
- Gli arditi del settimo fucilieri (Suicide Battalion), regia di Edward L. Cahn (1958)
- Cord il bandito (Cattle Empire), regia di Charles Marquis Warren (1958)
- Domani m'impiccheranno (Good Day for a Hanging), regia di Nathan Juran (1959)
- Un dollaro d'onore (Rio Bravo), regia di Howard Hawks (1959)
- Soldati a cavallo (The Horse Soldiers), regia di John Ford (1959)
- Il giorno della vendetta (Last Train from Gun Hill), regia di John Sturges (1959)
- I magnifici sette (The Magnificent Seven), regia di John Sturges (1960)
- Donna d'estate (The Stripper), regia di Franklin J. Schaffner (1963)
- La carovana dell'alleluja (The Hallelujah Trail), regia di John Sturges (1965)
- Madame X, regia di David Lowell Rich (1966)
- Billy the Kid contro Dracula (Billy the Kid Versus Dracula), regia di William Beaudine (1966)
- 7 volontari dal Texas (Journey to Shiloh), regia di William Hale (1968)
- Il computer con le scarpe da tennis (The Computer Wore Tennis Shoes), regia di Robert Butler (1969)
- Un papero da un milione di dollari (The Million Dollar Duck), regia di Vincent McEveety (1971)
- Spruzza, sparisci e spara (Now You See Him, Now You Don't), regia di Robert Butler (1972)
- La banda delle frittelle di mele (The Apple Dumpling Gang), regia di Norman Tokar (1975)
- Overboard - Una coppia alla deriva (Overboard), regia di Garry Marshall (1987)
- Intrigo a Hollywood (Sunset), regia di Blake Edwards (1988)
- Tango & Cash, regia di Andrei Konchalovsky (1989)
- Dick Tracy, regia di Warren Beatty (1990)

### Televisione
- Scienza e fantasia (Science Fiction Theatre) – serie TV, episodio 2x25 (1956)
- Navy Log – serie TV, episodi 1x36-2x24 (1956-1957)
- Men of Annapolis – serie TV, 3 episodi (1957)
- Harbor Command – serie TV, episodio 1x04 (1957)
- Maverick – serie TV, 4 episodi (1957-1960)
- Flight – serie TV, episodio 1x04 (1958)
- Sugarfoot – serie TV, episodi 1x16-3x04 (1958-1959)
- Have Gun - Will Travel – serie TV, 2 episodi (1958-1962)
- The Texan – serie TV, episodio 2x04 (1959)
- Ricercato vivo o morto (Wanted: Dead or Alive) – serie TV, episodi 2x11-2x25 (1959-1960)
- The Alaskans – serie TV, episodio 1x14 (1960)
- Surfside 6 – serie TV, episodio 1x27 (1961)
- Carovana (Stagecoach West) – serie TV, episodi 1x15-1x28-1x29 (1961)
- Ai confini della realtà (The Twilight Zone) – serie TV, due episodi (1961-1963)
- Gli uomini della prateria (Rawhide) – serie TV, episodio 4x30 (1962)
- Ben Casey – serie TV, episodio 2x03 (1962)
- The Wide Country – serie TV, episodio 1x08 (1962)
- The Dick Powell Show – serie TV, episodio 2x15 (1963)
- G.E. True – serie TV, episodio 1x33 (1963)
- Il virginiano (The Virginian) – serie TV, 10 episodi (1962-1970)
- La grande vallata (The Big Valley) – serie TV, episodio 1x06 (1965)
- A Man Called Shenandoah – serie TV, episodio 1x07 (1965)
- Branded – serie TV, episodi 1x12-2x16 (1965-1966)
- Bonanza – serie TV, 58 episodi (1961-1972)
- Hondo – serie TV, episodio 1x14 (1967)
- Sui sentieri del West (The Outcasts) – serie TV, episodio 1x15 (1969)
- Giovani avvocati (The Young Lawyers) – serie TV, episodio 1x11 (1970)
- Le strade di San Francisco (The Streets of San Francisco) – serie TV, 2 episodi (1973-1975)
- La casa nella prateria (Little House on the Prairie) – serie TV, episodio 2x15 (1976)
- Elvis - Il re del rock (Elvis), regia di John Carpenter – film TV (1979)

## Doppiatori italiani
- Glauco Onorato in Soldati a cavallo, La carovana dell'alleluia
- Renato Turi in Il giorno della vendetta